# Desmond Hume
Desmond David Hume es un personaje ficticio de la serie estadounidense Lost, interpretado por el actor peruano-británico Henry Ian Cusick. Se incorporó al reparto en la segunda temporada de la serie. Su segundo nombre y su apellido están inspirados en el filósofo escocés David Hume.

## Antes del accidente
El personaje de Desmond tiene 38 años y es Natural de la península de Eddington. Allí cuidó a sus tres hermanos pequeños debido a la ausencia de su padre. Desmond salió seis años con una joven llamada Ruth, con la que estaba dispuesto a casarse. Sin embargo, la semana antes de la boda, se fue de borrachera por miedo al compromiso. Tras esa alocada noche, se topó con el Hermano Campbell, un monje del monasterio de Eddington, Escocia. Ese encuentro le marcó para siempre, y de este modo, Desmond ingresó en el monasterio como novicio.
Tras un encuentro poco beneficioso con el hermano de Ruth, Desmond es sorprendido bebiendo vino por el Hermano Campbell. Tras una larga discusión en la que el Hermano Campbell le confesó que creía que estaba destinado a una meta mayor, Desmond deja los hábitos, y al ser despedido conoce a Penélope, el amor de su vida.
Desmond y Penélope comenzaron a salir juntos, y mantuvieron una relación que fue creciendo con el tiempo. Ya en el año 1996, Desmond se prepara para dar el gran salto, conocer al padre de Penélope, Charles Widmore, para pedirle la mano de su hija. Desmond consigue un encuentro con Charles, pero la reunión es poco provechosa, y Charles deja clara una postura de rechazo a la proposición de Desmond. Charles no aprueba la relación que tiene su hija con Desmond.
De todas formas, Desmond decidió seguir adelante, y cuando ya estaba dispuesto a comprar el anillo de compromiso cambió de opinión. Más adelante, mientras paseaba con Penélope, Desmond se hizo una foto con ella junto al río Támesis. En ese momento, Desmond creyó que Charles Widmore tenía razón, que él no era gran cosa para su hija, al ver que no podía pagar las cinco libras que costaba la foto.  Justo después, Desmond decidió que tenía que renunciar al amor de su vida. 
Tras decírselo a Penélope, esta quedó destrozada sentimentalmente y Desmond se fue con un sentimiento agudo de tristeza. Más adelante, Desmond decidió unirse a la Guardia Real (Regimiento Real de Escocia). Allí alcanza el rango de cabo, pero luego es enviado a una prisión militar por no "acatar órdenes". Estuvo un tiempo en la cárcel, y al salir de la misma Charles Widmore le estaba esperando. Desmond aceptó hablar con el padre de Penélope. Charles propuso a Desmond que aceptara una gran suma de dinero a costa de que no intentase ponerse en contacto con Penélope. Desmond, descubre que todas las cartas que le escribió a Penélope, mientras estaba en prisión, fueron interceptadas por Charles. Desmond enfurecido, no acepta el soborno de Charles y se marcha.
Tras este evento, Desmond decide que tiene que recuperar el honor perdido, por lo que quiere embarcarse en una aventura. Se propone ganar la regata mundial que patrocina Charles Widmore. Para ello necesita mucho entrenamiento y un barco. Desmond consigue el barco, gracias a un encuentro fortuito con una mujer llamada Elizabeth (Libby). Esta le regala el barco, llamado "Elizabeth" como ella, que pertenecía a su difunto esposo.
En Los Ángeles, Desmond entrenó día y noche. Cuando se disponía recorrer todo un estadio, fue encontrado por Penélope. Ambos mantuvieron una conversación, y Desmond le aseguró que ganaría la carrera para recuperar su honor perdido. Mientras entrenaba en el estadio, Desmond se encuentra con un médico llamado Jack Shephard que está realizando el mismo entrenamiento que él, recorrer toda la grada del estadio.
En 2001, concurre la regata mundial, y Desmond comienza su viaje. En el Pacífico, Desmond es sorprendido por una fuerte tormenta durante una noche. Desafortunadamente se golpea y cae al inmenso océano. A la mañana siguiente aparece en la playa de una isla aparentemente desierta.
Desmond inconsciente, es recogido esa misma mañana por Kelvin. Este lleva a Desmond a la Estación Cisne (una estación de la Iniciativa DHARMA). Allí Desmond descubre que Kelvin es el encargado de una dura tarea, salvar el mundo. Dicha tarea consiste en pulsar un botón de un ordenador cada 108 minutos. Desmond permanece en esa estación durante tres años. 
El 22 de septiembre de 2004, Kelvin sale a inspeccionar el exterior, no sin antes ponerse el traje de protección, ya que supuestamente en el exterior uno puede enfermar y morir. Desmond sin embargo nota que el traje de protección de Kelvin está rasgado y cansado de la situación decide seguir a Kelvin, pues descubre que no le ocurre nada realmente al salir al exterior. Desmond persigue a Kelvin por la costa, y se encuentra de lleno con su barco "Elizabeth", anclado en la orilla. Kelvin le explica que lo ha arregaldo y que tenía pensado irse en él. Kelvin ofrece a Desmond irse con él y dejar la isla y el botón atrás. Desmond furioso, entiende que Kelvin es un farsante y un mentiroso, y se pelea con él. El forzejeo, culmina con la muerte de Kelvin. Desmond, atónito ante lo que ha pasado, se da cuenta de que debe regresar a la estación pues los 108 minutos ya están cerca de cumplirse y debe pulsar la tecla. Desmond llega justo cuando el tiempo ya ha acabado, esto provoca que el electromagnetismo de la Estación Cisne se libere, y atraiga los objetos metálicos (incluido el avión del vuelo 815 de Oceanic Airlines). Desmond tarda el tiempo justo en pulsar la tecla, para que el avión sea atraído lo suficiente por la isla y acabe estrellándose.

## Después del accidente
Desmond continua viviendo en la Estación Cisne, pero la ausencia de su antiguo compañero Kelvin y la consecuente sensación de soledad, los recuerdos sobre Penny, y el sentimiento de desesperación al estar atrapado en tal situación, consiguen poner a Desmond al borde del suicidio. Sin embargo, una noche escucha golpes en la escotilla, procedente de alguien del exterior. Una sensación de alegría le hace creer a Desmond que eso es una señal, puesto que estaba a punto de suicidarse. Días más tarde, Kate, Locke y Jack entran por fin en la escotilla. Desmond defiende su base de los intrusos, a los que considera peligrosos. Él los llama "hostiles".
La incursión de Jack en la escotilla para recuperar a Kate y a Locke, provoca que el ordenador reciba un disparo y quede inutilizado. Debido a esto, Desmond huye de la Estación Cisne, y deja a cargo de la máquina y del botón a los recién llegados. Afortunadamente, con la ayuda de Sayid, el ordenador vuelve a funcionar y es Locke, a partir de ese momento, el encargado de pulsar el botón.
Mientras tanto Desmond ya ha emprendido su huida. Desmond trata de huir de la isla a través de "Elizabeth", su barco, el cual fue reparado por Kelvin. Desmond no consigue su objetivo, ya que navega y navega, pero no se aleja de la isla. El electromagnetismo, forma una cúpula de la que es imposible escapar. Dieciocho días después de que abandonara la Estación Cisne, Desmond regresa a la costa de la isla. Jack, Sayid y Sawyer, al ver el barco desde la playa, se dirigen nadando hacia él para averiguar quién es. Allí descubren que es Desmond quien está a cargo del barco, el cual olvidó mencionar en sus conversaciones con Locke y Jack que poseía un barco en la isla.
De nuevo en la isla, Desmond permanece con el grupo y se dedica solamente a beber alcohol. Comenta enfurecido a Jack su intento fallido de salir de la isla.
Locke consigue un propósito para Desmond. Locke le propone averiguar qué ocurre si no se pulsa la tecla. John Locke le asegura a Desmond que es todo un truco, una farsa, y que no ocurrirá nada si no se pulsa la tecla. Desmond se ve atraído por la idea, y acepta colaborar en tal propósito. Con la ayuda de Desmond, Locke consigue expulsar de la sala del ordenador a Eko, el cual se ha convertido en el nuevo encargado del botón.
Desmond y Locke ven pasar los minutos, decididos a llegar al final de esta cuestión. Sin embargo, Desmond ve los papeles que extrajo Locke de la otra estación de Dharma "La Perla", y descubre aterrado que fue él mismo quien provocó el accidente del vuelo 815 de Oceanic Airlines. Ya que el día que murió Kelvin, el 22 de septiembre de 2004, fue cuando sucedió ese pequeño retraso a la hora de pulsar el botón. Por tanto, Desmond intenta convencer a Locke de que pulse el botón, pues todo es cierto y puede ser peligroso para todos. Locke, decidido por completo, hace caso omiso de las recomendaciones de Desmond, y en un ataque de furia destroza el ordenador, de forma que quede inutilizado para siempre. Al cumplirse el tiempo, a Desmond solo se le ocurre una solución, girar la llave que llevaba Kelvin colgada del cuello, que provoca la expulsión de golpe del electromagnetismo que alberga la Estación Cisne.
Gracias a esa acción, Desmond consigue salvar la vida a todos. La escotilla implosiona, mientras el cielo se vuelve de un color azulado y un ensordecedor ruido recorre toda la isla.
Tras este incidente, la Estación Cisne ha desaparecido por completo, dejando en su lugar un enorme cráter. Desmond, Locke y Eko, que eran los únicos que estaban dentro de la estación cuando la llave originó la implosión, sobreviven sorprendentemente al accidente.
Ya nada será igual para Desmond, pues el accidente ha provocado algo más en él, algo que le ha cambiado por dentro. El fuerte electromagnetismo ha provocado que Desmond reciba de vez en cuando flashes, imágenes, pequeñas secuencias sobre acontecimientos futuros. Esta nueva habilidad, hará que Desmond perciba la muerte de Charlie en varias ocasiones de formas distintas.
Desmond pronostica el impacto de un relámpago en la playa, que haría electrocutar a Charlie. También presiente que Claire se estaba ahogando, y que Charlie en un intento por ayudarla muere ahogado en el mar. Igualmente pronostica que Charlie trataría de atrapar un ave en una rocas de la costa, y que acabaría cayéndose al mar y golpeándose duramente contra las rocas. De nuevo, Desmond vaticina que Charlie muere al ser alcanzado por una flecha de una trampa puesta por Rousseau. En todas estas ocasiones, Desmond interviene y le salva la vida.
Al final, Desmond comprende que no puede evitar siempre la muerte de Charlie, y que tarde o temprano este tendría que morir. En una de sus visiones, Desmond presiente que Claire es rescatada a través de un helicóptero, y que esto sólo ocurrirá si se cumple otra parte de la visión, en la que ve a Charlie ahogarse en una estación submarina tras desactivar un botón.
Desmond se lo comenta a Charlie, y este acepta realizar tal misión, para que Claire sea rescatada. Finalmente, Charlie con la ayuda de Desmond alcanza la estación submarina, y allí es atrapado por dos chicas. Desmond le libera de sus dos captoras y de Mikhail. Charlie desactiva el dispositivo mediante el cual las comunicaciones se veían interrumpidas, y entabla conversación con Penélope que llevaba tiempo tratando de mantener contacto. Cuando todo parece ir bien, Mikhail vuelve a aparecer, y provoca una explosión que inunda la sala en la que esta Charlie. Este mismo cierra la compuerta para salvar la vida a Desmond y para que la visión del rescate de Claire se cumpla. Desmond observa impotente como Charlie se ahoga.
En el momento de la triste muerte de Charlie, Desmond descubre por un mensaje de este, que el barco que Naomi afirma, viene a salvarlos en nombre de Penny, no es tal, ya que Penny misma afirma que no conoce a ninguna Naomi, y que no hay ningún barco de ella esperándole cerca de la isla. Con prisa regresa para avisar este dato realmente importante a los supervivientes de la isla, y eso, sumado a la afirmación de Locke, que coincide con la certeza de que aquellos que vienen del barco no pretender salvarles, quiebra al grupo en dos, los que permanecen con Jack, seguros de que al fin serán rescatados, y los que, con Locke, no se fían de estos misteriosos individuos que llegarán a la isla. Desmond formará parte del primer grupo, el de Jack, pero no por creerle a este, si no por saber que razón condiciona a Naomi y a su gente, para afirmar que vienen en nombre de su Penny, cuando no es cierto.
El grupo de "rescate" formado por Naomi, Charlotte, Daniel, Miles y Frank ha llegado a la isla y el helicóptero pilotado por Frank ha despegado de la isla llevándose el cuerpo inerte de Naomi, a Sayid y a Desmond. Una vez en el helicóptero y debido a una tormenta eléctrica, sufre los efectos secundarios de la entrada/salida de la isla. Donde se logra llegar a comprender en parte que es lo que pasó en el capítulo "Tu vida ante tus ojos". Aparentemente la isla tiene algunas propiedades que combinadas con exposiciones a electromagnetismo, puede lograr que la conciencia de una persona "salte" a otros momentos del tiempo, puede ser hacia adelante (al futuro) o hacia atrás (el pasado), y una vez que se desestabiliza este proceso puede causar la muerte, ya que estos saltos causan que la conciencia no pueda volver al estado actual del cuerpo, durante estos saltos el cuerpo de la persona que lo sufre queda en un estado catatónico.
Una vez en el barco, Desmond descubre junto a Sayid que Michael está a bordo, y se hace pasar por un llamar Kevin Johnson. Al parecer Michael trabaja para Benjamin Linus, otorgando a este información sobre el resto de tripulantes.
Más adelante, Frank vuelve de la isla junto con el grupo de mercenarios, y Keamy toma el control del barco. Desmond ve desde las escaleras cómo los guerrilleros se preparan para volver a la isla, y cómo Keamy discute con Frank, ya que este se negaba a llevarlos. Después del asesinato del doctor Ray y de Gault, Desmond ve cómo el helicóptero despega del carguero.
Jin, Sun, Aaron y otros sobrevivientes llegan al carguero y son recibidos por Desmond. Finalmente Michael arregla los motores y el barco puede desplazarse, sin embargo, algo interfiere en los circuitos de navegación. Desmond logra encontrar el problema: al parecer el grupo de Keamy ha activado 186 kilos de explosivos C-4. Estos serán detoandos por un monitor de pulso que lleva Keamy en el brazo, que su vez está conectado a un transmisor de radio. En el momento que Keamy muera, el C-4 hará explosión.
Jin, Michael y Desmond tratan de desactivar los explosivos pero es inútil. Michael llega a la conclusión de que al congelar la batería con nitrógeno líquido, la señal no llega al explosivo, de modo que les de algo más de tiempo en caso de que la luz se ponga roja. Finalmente, la luz roja se activa, y ya apenas queda tiempo. Desmond sale a la cubierta cogiendo chalecos salvavidas y diciendo a todo el mundo que salte del barco. Justo en ese preciso momento, Desmond ve llegar al helicóptero, con Frank, Sayid, Jack, Kate, Aaron y Sun a bordo. Desmond grita que no aterricen pero el helicóptero pierde combustible y no tienen otra opción. Rápidamente Frank restaura el combustible para partir cuanto antes. Sun insiste en esperar a que salga Jin. Mientras tanto, en la sala donde están los explosivos, Michael advierte a Jin de que no queda nitrógeno líquido. Michael insiste a Jin en que se vaya a buscar a su mujer, y le insta a salir del barco cuanto antes.
Desmond arregla el helicóptero con la ayuda de Jack y Frank. Kate va a buscar a Jin pero ya no hay tiempo para más, y Frank pone en marcha el helicóptero. Jin corre por los estrechos pasillos de barco en busca de la salida a cubierta, pero ya es demasiado tarde. El helicóptero despega con el grupo a bordo, y Jin les grita desde cubierta. Frank no puede hacer volver al helicóptero, pero Sun le ordena que lo haga. Cuando los compañeros intentan calmar a Sun, el C-4 explota y el barco se hunde en llamas. Sun grita horrorizada por la pérdida de su marido, mientras Desmond, Jack y el resto no se creen lo que ven su ojos.
De camino a la isla, el grupo del helicóptero ve cómo desaparece la isla frente a ellos. Lapidus advierte que no queda combustible, el resto se prepara para la colisión. El helicóptero cae al mar y Desmond pierde la conciencia, pero Jack lo salva mediante técnicas de reanimación, una vez en la lancha de salvamento. Finalmente, todos se encuentran bien en la lancha de salvamento. Frank, Kate, Aaron, Hurley, Desmond, Jack, Sun y Sayid, ven desde la lancha como se acerca un barco hacia ellos. El barco resulta ser la embarcación de Penélope que rastreó la última llamada que hizo Desmond a Penny desde el carguero. El esperado reencuentro al fin llega para Penny y Desmond. Ocho años han permanecido separados, casi cuatro de ellos Desmond estuvo en la isla, pero al final como él suponía es rescatado por la mujer a la que ama.
Los 6 de Oceanic optan por avanzar 3.000 millas y acercarse a una isla llamada Membata. Allí reaparecerán y contarán una historia bien distinta de la ocurrida para proteger al resto de compañeros que se han quedado atrapados en la isla. Desmond se despide de Kate, Aaron, Hurley, Sun y Sayid, y más especialmente de Jack, con el que le une una estrecha relación de amistad en el tiempo. Jack se despide de Hume con el "See you in another life, brother", que Desmond ya le expresó en dos ocasiones anteriores, en el estadio de Los Ángeles cuando se conocieron, y cuando Desmond se marchó de la Estación Cisne tras la incursión de Locke.
Un año después, Penny da a luz inesperadamente en el barco al hijo de Desmond, al cual llamaron Charlie, en honor a su amigo Charlie Pace por haberle salvado la vida.
Por otro lado, en la isla, todos los que se quedaron comenzaron a experimentar saltos constantes en el tiempo. Por esta razón, Daniel Faraday, va a El Cisne, ya que debido a la época este sabía que Desmond estaría ahí dentro. Luego de golpear la puerta de la estación durante 45 minutos, sale Desmond con una escopeta preguntando por qué los golpes. Daniel trata de explicarle lo ocurrido y le asegura que él es el único que puede terminar con los saltos y salvarlos, porque es única y milagrosamente especial. En ese momento el cielo comienza a iluminarse, señal de otro salto en el tiempo. Daniel sólo llega a decirle que para salvalos debe ir a Oxford para encontrar a su madre, y luego desaparece junto con el destello.
A los tres años de salir de la isla, Desmond y Penny están durmiendo en su velero. De repente Desmond se despierta sobresaltado, despertando a Penny. Este le cuenta su charla con Daniel, a lo que Penny le responde ``Sólo fue un sueño´´, pero Desmond le asegura ``No fue un sueño, fue un recuerdo´´. dicho esto Desmond sube a la parte superior del velero y cambia su dirección. Penny le pregunta a dónde se dirigía, y Desmond le responde que a Oxford.
Desmond se encuentra, como se propuso, con Eloise y sorpresivamente con Jack, Kate, Sayid, Sun y Ben. En la reunión realizada en una estación Dharma Eloise le insiste a Desmond que debe volver a la isla, que esta aún no termina con él, pero Desmond replica que él sí ha terminado con la isla y se marcha, posterior a ello Jack, Kate, Sayid, Sun, Hurley, Ben y Frank (aunque este último como una coincidencia) regresan a la isla en un nuevo accidente de avión calculado por Eloise.
Un tiempo después Desmond es secuestrado por Charles Widmore para volver a la isla, debido a que Charles sabe que el mundo corre peligro si el hombre de negro (Locke) sale de esta y su pieza clave es Desmond quien jugaría un rol fundamental debido a sus condiciones especiales y su resistencia al magnetismo. De vuelta en la isla, Desmond es sometido a experimentos con energía electromagnética pero sorpresivamente es liberado por Sayid, quien trabaja para el hombre negro en ese momento. Desmond acude a irse con él sin hacer preguntas y es llevado al hombre negro, quien sabe que Desmond está ahí por un propósito claro, evitar su huida de la isla. En una conversación poco amistosa el hombre de negro recluye a la fuerza a Desmond en un pozo de agua antiguo y posteriormente manda a Sayid para que lo mate, haciéndole falsas promesas de que volverá a ver a su amada ya fallecida, Nadia, sin embargo, Desmond disuade a Sayid de asesinarlo y en otras circunstancias Desmond es sacado del pozo con ayuda de Bernard. Posteriormente el hombre de negro y Ben vuelven a encontrar a Desmond. Locke le amenaza a ir con él al corazón de la isla o asesinará a Bernard y a su esposa Rose en frente de sus ojos, Desmond sin pensarlo se va con él para evitar la muerte de sus amigos. Momentos después en una montaña se encuentran con Jack, Kate, Swayer y Hurley y van juntos hacia aquel lugar.
Cuando llegan al lugar de los bambúes, Locke dice que deben descender solamente él, Desmond y Jack, cuando entran a la cueva de la luz, atan a Desmond de su cintura y lo bajan hacia el centro, donde está el corazón de la isla.
Ahí ve una pequeña piscina con un tapón en el medio de ella, Desmond se dirige hacia ella sin afectarle los campos electromagnéticos y lo quita, entonces todo se empieza a derrumbar y se oye gritar a Desmond.
Después de la confrontación de Locke y Jack en la que el hombre de negro suplantando a Locke muere, Jack vuelve con Desmond a ayudarle, lo encuentra vivo, lo sube y lo deja con Hurley y Ben, quienes se percatan de que Desmond sigue con vida. Finalmente Hurley y Ben se proponen a dejar que Desmond se vaya de la isla con su esposa e hijo.
- Datos: Q51287